# Saccodon wagneri
Saccodon wagneri är en fiskart som beskrevs av Kner, 1863. Saccodon wagneri ingår i släktet Saccodon och familjen Parodontidae. Inga underarter finns listade i Catalogue of Life.